# Marie Lieb
Anna Marie Lieb, manchmal auch Maria Lieb (* 2. Februar 1844 in Flehingen als Anna Marie Eigenmann; † 1917 in Wiesloch) war eine Patientin der Heidelberger Psychiatrischen Klinik. Überliefert sind von ihr zwei Fotografien ihrer Rauminstallationen aus dem Jahr 1894, die sich im Besitz der Sammlung Prinzhorn befinden. Sie zählt zu den Künstlerinnen der Art brut.

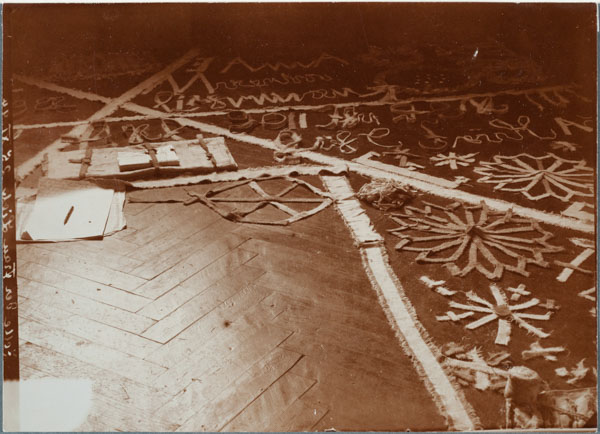
Rauminstallation von Marie Lieb (1894)

## Leben
Es gibt nur wenige Informationen zu Marie Lieb. Geboren wurde sie 1844 in Flehingen bei Karlsruhe. Sie war zweimal verwitwet, Bäuerin und Weinbäuerin und Mutter von fünf Kindern, von denen mehrere starben. Ihre Schwester starb, als Marie Lieb 18 Jahre alt war. Sie litt unter dem Tod ihrer Kinder und nach mehreren psychotischen Episoden und einer depressiven Phase wurde Marie Lieb 1866 im Alter von 42 Jahren und erneut 1894 in der psychiatrischen Klinik Heidelberg interniert. Da sie in der Anstalt zu heftigen Ausbrüchen neigte, wurde sie isoliert und mit Dauerbädern ruhiggestellt. Sediert wurde sie mit Opium und Morphium.
Marie Lieb war eine fromme Gläubige und die Religion war ihr wichtig. Aus ihrer Krankenakte geht hervor, dass sie eine extrovertierte Persönlichkeit hatte. Sie wird geschildert als lebhaft, theatralisch, zwanghafte Lügnerin, die gerne sang und sich verkleidete. Sie handarbeitete gerne und beschäftigte sich kreativ mit Materialien, die sie irgendwo fand. Auch befinden sich mehrere handschriftliche Seiten von ihr in der Akte. Sie schrieb regelmäßig, meist in Reimen. Es finden sich auch Zeichnungen, insbesondere von ihrer linken und ihrer rechten Hand. Diagnostiziert wurde ihr von den Ärzten „zirkulärer Wahnsinn“, der als eine Form der psychotischen manischen Depression definiert werden könnte, die heute als Bipolare Störung bezeichnet wird. Sie wurde für unheilbar erklärt und in eine Anstalt in Emmendingen und dann nach Wiesloch verlegt. Dort starb sie im Jahr 1917.

## Werk
Wilhelm Weygandt, Assistent des Psychiaters Emil Kraepelin, veröffentlichte ein Foto in seinem Buch „Atlas und Grundriss der Psychiatrie“ mit dem erläuternden Hinweis: „Figurenmuster, von einer Manischen aus Lappen des Bettzeugs auf dem Einzelzimmerboden ausgelegt.“ Auf dem Foto ist eine flächendeckende Installation auf einem Dielenboden zu sehen, die aus Stoffstreifen besteht, die auf dem Boden ausgelegt sind. In der Mitte befindet sich eine große dreieckige Fläche, in der sich mehrere Knäule aus Streifen befinden, umgeben ist diese Fläche von ausgelegten Streifen in Form von gleichmäßig verteilte Blüten, Rädern und Kreisornamenten. Auch Schriftzüge lassen sich erkennen, jedoch nicht entziffern. Links oben im Bild sind weitere Rollen gerissener Stoffstreifen zu erkennen.
Die Installation auf dem anderen Foto füllt den Raum nicht komplett aus. Auf der Detailaufnahme ist ein Parkettboden zu erkennen, der durch Linien aus breiten Stoffstreifen, die teilweise in spitzen Winkeln aufeinandertreffen, strukturiert ist. Verschiedene Kreisformen, von achtzackigem Stern über eine sorgfältig ausgelegte Blumenrosette bis zu sechs Speichenrädern sind nur teilweise zu sehen. Ein Teil der Installation auf dem Foto verschwindet im hinteren sehr dunklen Bereich. Ein Schriftzug ist erkennbar, jedoch nicht lesbar. Am linken oberen Rand liegen Papier und Stift, als ob jemand die Arbeit dokumentieren möchte. Der vordere linke Bereich ist noch leer und unbearbeitet, als wenn die Installation noch nicht beendet wurde.
Diese beiden Fotos gelten als Hinweis, dass die Arbeit von Marie Lieb dokumentiert wurde, später in einem Psychiatriehandbuch besprochen wurde, aber auch vor Ort von den Ärzten dokumentiert und kommentiert wurde. Dies hinsichtlich der Pathologisierung aller Handlungen, Äußerungen und Äußerlichkeiten hospitalisierter Menschen, weniger im Interesse und mit Empathie für Marie Lieb. Ein Hinweis darauf lässt sich folgender Bemerkung Weygandts aus seinem Buch entnehmen: „Alle Äußerungen und Handlungen tragen, so flüchtig und skizzenhaft sie auch sind, doch den Stempel einer gewissen Gefälligkeit, wie die Fig. 93 dargestellte Zimmerdekoration zeigt, die eine tobsüchtige Kranke aus Fetzen des zerrissenen Bettzeugs auf den Einzelzimmerboden legte.“ Er deutet die Arbeit als gefällig im Sinne eines schönen Teppichs, nicht jedoch hinsichtlich des Raum beanspruchenden und aggressiven Potentials der Arbeit.
Vermutlich legte Marie Lieb diese Rauminstallationen regelmäßig aus, zerriss dazu Laken, Anstaltskleidung, Decken und Handtücher, dies war sicherlich ein Ärgernis für das Pflegepersonal. Ihr jedoch dienten die Installationen dazu einen Raum einzunehmen und den Boden, auf dem sie steht, zu verändern, nach ihren Vorstellungen zu gestalten und als einen Raum zu kennzeichnen, der von ihr definiert wird und mit ihrer Ordnung ausgestattet wird. So verfolgte die Rauminstallation mit einfachen Mitteln die Strategie, das Herrschaftsgefüge der Anstalt mit den vorgegebenen Regeln und Hierarchien umzukehren.

## Nachwirken
Die Fotos ihrer Installation waren Teil der Ausstellung Irre ist weiblich. Künstlerische Interventionen von Frauen in der Psychiatrie um 1900 im Jahr 2005 im Kunstmuseum Thurgau. Sie war Teil der Ausstellung Écrits d’Art Brut – Wilde Worte & Denkweisen im Museum Tinguely 2021 und An den Rändern – Künstlerische Morphosen 2022, Galerie der HGB, Leipzig.
Marie Liebs Arbeit fließt in Lehrbücher wie dem Handbuch im PDF zur Ausstellung When the Curtain Never Comes Down 2015 im American Folk Art Museum ein.
Charlotte McGowan-Griffin setzte sich mit dem Werk und Leben von Marie Lieb auseinander. Sie fand im Jahr 2016 die Krankenakte und setzte die Hinweise, die sie dort fand, in den 15-minütigen Kurzfilm Folie Circulaire um. Der Film wurde bei den Internationalen Filmfestspielen von Cannes in der Kurzfilmecke gezeigt.